# Anablepsoides mazaruni
Anablepsoides mazaruni es un pez de agua dulce la familia de los rivulines en el orden de los ciprinodontiformes.

## Morfología
De cuerpo alargado y llamativos colores, los machos pueden alcanzar los 6 cm de longitud máxima.

## Distribución geográfica
Se encuentran en ríos de Sudamérica, en la cuenca del río Esequibo en territorio disputado entre Guyana y Venezuela.

## Hábitat
Viven en pequeños cursos de agua, de comportamiento bentopelágico y no migrador.